# Football Club Araks Ararat
Il Football Club Araks Ararat («Սպարտակ» Ֆուտբոլային Ակումբը) è una società di calcio armena con sede nella città di Ararat che milita in Araǰin Xowmb.

## Storia
La squadra venne fondata nel 1960 con il nome di FC Ararat (da non confondersi con l'altra e più antica squadra della capitale Ararat). Colori sociali il blu e il bianco. 
All'inizio del primo campionato armeno post-sovietico, giocatosi nel 1992, la squadra cambiò denominazione in Tsement Ararat, associandosi ad una ditta produttrice di cemento. 
Con tale nome, arrivano nel 1998 i primi successi; la squadra quell'anno conquista tutti i trofei a disposizione: il campionato, la coppa nazionale, che verrà bissata l'anno successivo, e la supercoppa nazionale.
Nel 2000 arriva un nuovo cambio di nome: FC Araks Ararat. È con questa denominazione che la squadra conquista il suo secondo e tuttora ultimo campionato.
In seguito a questo successo, nel corso del campionato che si disputa da marzo a novembre del 2001, i proprietari trasferiscono la squadra a Erevan, chiamando la nuova compagine Spartak Yerevan (che successivamente si fonderà con il Banants).
Tuttavia il nome della squadra, il logo, i trofei e tutte le statistiche non vengono trasferite, rimanendo ad Ararat, dove la squadra viene riattivata nel 2002 partecipando al secondo livello del campionato armeno e risalendo in prima divisione 
Nel 2003 la società entra in una crisi finanziaria, che costringe alla chiusura nel 2005.
Viene rifondata nel 2021 e disputa i tornei amatoriali minori. Nel 2025 si iscrive in seconda divisione.

## Palmarès

### Competizioni nazionali
- Campionato armeno: 2

1998, 2000
- Coppa d'Armenia: 2

1998, 1999
- Supercoppa d'Armenia: 1

1998
- Araǰin Xowmb: 1

1992

### Altri piazzamenti
- Coppa dell'Unione Sovietica:

Finalista: 1954
Semifinalista: 1962
- Campionato armeno:

Terzo posto: 1999, 2001
- Coppa d'Armenia:

Semifinalista: 1995, 1996-1997, 2002
- Supercoppa d'Armenia:

Finalista: 1999
- Araǰin Xowmb:

Secondo posto: 2002

## FC Araks Ararat nelle coppe europee
| Stagione | Torneo                | Turno          | Nazione                   | Club              | Andata | Ritorno | Totale |
| -------- | --------------------- | -------------- | ------------------------- | ----------------- | ------ | ------- | ------ |
| 1998-99  | Coppa delle Coppe     | Preliminare    | Svizzera (bandiera)       | FC Lausanne-Sport | 1-5    | 1-2     | 2-7    |
| 1999-00  | UEFA Champions League | 1° preliminare | Lituania (bandiera)       | Žalgiris Vilnius  | 0-2    | 0-3     | 0-5    |
| 2000     | Coppa Intertoto       | 1º turno       | Cecoslovacchia (bandiera) | Sigma Olomouc     | 1-2    | 0-1     | 1-3    |
| 2001-02  | UEFA Champions League | 1° preliminare | Moldavia (bandiera)       | Sheriff Tiraspol  | 0-1    | 0-2     | 0-3    |